# Pontederia subovata
Pontederia subovata är en vattenhyacintväxtart som först beskrevs av Moritz August Seubert, och fick sitt nu gällande namn av Lowden. Pontederia subovata ingår i släktet pontederior, och familjen vattenhyacintväxter. Inga underarter finns listade.